# فلوريدا سيتي (فلوريدا)
فلوريدا سيتي (بالإنجليزية: Florida City)‏ هي مدينة أمريكية تقع في ولاية فلوريدا. تبلغ مساحة هذه المدينة 8.3 (كم²)،ويبلغ عدد سكانها 7843 نسمة حسب إحصاء سنة 2010 م 7843.تشير إحصاءات سنة 2000م بأن الكثافة السكانية في هذه المدينة تقدر بـ(940.6) نسمة/كم2 

## المناخ
يظهر الجدول التالي التغييرات المناخية على مدار السنة لفلوريدا سيتي:
| البيانات المناخية لـفلوريدا سيتي  | البيانات المناخية لـفلوريدا سيتي | البيانات المناخية لـفلوريدا سيتي | البيانات المناخية لـفلوريدا سيتي | البيانات المناخية لـفلوريدا سيتي | البيانات المناخية لـفلوريدا سيتي | البيانات المناخية لـفلوريدا سيتي | البيانات المناخية لـفلوريدا سيتي | البيانات المناخية لـفلوريدا سيتي | البيانات المناخية لـفلوريدا سيتي | البيانات المناخية لـفلوريدا سيتي | البيانات المناخية لـفلوريدا سيتي | البيانات المناخية لـفلوريدا سيتي | البيانات المناخية لـفلوريدا سيتي |
| الشهر                             | يناير                            | فبراير                           | مارس                             | أبريل                            | مايو                             | يونيو                            | يوليو                            | أغسطس                            | سبتمبر                           | أكتوبر                           | نوفمبر                           | ديسمبر                           | المعدل السنوي                    |
| --------------------------------- | -------------------------------- | -------------------------------- | -------------------------------- | -------------------------------- | -------------------------------- | -------------------------------- | -------------------------------- | -------------------------------- | -------------------------------- | -------------------------------- | -------------------------------- | -------------------------------- | -------------------------------- |
| متوسط درجة الحرارة الكبرى °ف (°م) | 78 (26)                          | 80 (27)                          | 82 (28)                          | 85 (29)                          | 88 (31)                          | 90 (32)                          | 91 (33)                          | 92 (33)                          | 90 (32)                          | 87 (31)                          | 83 (28)                          | 79 (26)                          | 85 (29)                          |
| متوسط درجة الحرارة الصغرى °ف (°م) | 54 (12)                          | 56 (13)                          | 58 (14)                          | 61 (16)                          | 66 (19)                          | 71 (22)                          | 73 (23)                          | 73 (23)                          | 73 (23)                          | 69 (21)                          | 63 (17)                          | 57 (14)                          | 65 (18)                          |
| الهطول إنش (مم)                   | 1.6 (41)                         | 1.8 (46)                         | 2 (51)                           | 2.7 (69)                         | 5.9 (150)                        | 9.1 (230)                        | 7 (180)                          | 8.1 (210)                        | 8.7 (220)                        | 5.5 (140)                        | 2.3 (58)                         | 1.4 (36)                         | 56.1 (1٬420)                     |
| المصدر: Weatherbase               |                                  |                                  |                                  |                                  |                                  |                                  |                                  |                                  |                                  |                                  |                                  |                                  |                                  |

## أعلام
- شون تايلور